# Joensuu Wolves 2016
Questa voce raccoglie le informazioni riguardanti gli Joensuu Wolves nelle competizioni ufficiali della stagione 2016.

## Maschile

### IV-divisioona 2016

#### Stagione regolare
| Espoo 15 maggio 2016 1ª giornata | Helsinki Wolverines Pink | 0 – 28 | Joensuu Wolves | Keski-Espoon Urheilupuisto |

| Espoo 15 maggio 2016 1ª giornata | Joensuu Wolves | 34 – 0 | Puuppola Buccaneers | Keski-Espoon Urheilupuisto |

| Vaasa 2 luglio 2016 3ª giornata | Hyvinkää Falcons | 0 – 52 | Joensuu Wolves |  |

| Vaasa 2 luglio 2016 3ª giornata | Joensuu Wolves | 31 – 12 | Vaasa Vikings |  |

| Joensuu 7 agosto 2016 6ª giornata | Joensuu Wolves | 20 – 38 | Rusko Mayhem |  |

| Joensuu 7 agosto 2016 6ª giornata | Savonlinna Towers | 6 – 40 | Joensuu Wolves |  |

#### Playoff
| Rusko 28 agosto 2016, ore 13:30 Semifinale | Joensuu Wolves | 20 – 12 | Puuppola Buccaneers | Kirkonkylän urheilukenttä |

| Rusko 28 agosto 2016, ore 16:30 Äijämalja | Rusko Mayhem | 30 – 0 | Joensuu Wolves | Kirkonkylän urheilukenttä |

### Statistiche di squadra
| Competizione      | %Vittorie | In casa | In casa | In casa | In casa | In casa | In casa | In trasferta | In trasferta | In trasferta | In trasferta | In trasferta | In trasferta | Totale | Totale | Totale | Totale | Totale | Totale |
| Competizione      | %Vittorie | G       | V       | N       | P       | Pf      | Ps      | G            | V            | N            | P            | Pf           | Ps           | G      | V      | N      | P      | Pf     | Ps     |
| ----------------- | --------- | ------- | ------- | ------- | ------- | ------- | ------- | ------------ | ------------ | ------------ | ------------ | ------------ | ------------ | ------ | ------ | ------ | ------ | ------ | ------ |
| Stagione regolare | .833      | 3       | 2       | 0       | 1       | 85      | 50      | 3            | 3            | 0            | 0            | 120          | 6            | 6      | 5      | 0      | 1      | 205    | 56     |
| Playoff           | .500      | 1       | 1       | 0       | 0       | 20      | 12      | 1            | 0            | 0            | 1            | 0            | 30           | 2      | 1      | 0      | 1      | 20     | 42     |
| Totale            | .750      | 4       | 3       | 0       | 1       | 105     | 62      | 4            | 3            | 0            | 1            | 120          | 36           | 8      | 6      | 0      | 2      | 225    | 98     |

## Femminile

### Naisten I-divisioona 2016

#### Stagione regolare
| Helsinki 28 maggio 2016, ore 13:00 1ª giornata | Helsinki Wolverines | 34 – 6 (0-0 20-0 7-6 7-0) referto | Joensuu Wolves | Brahen kenttä (55 spett.)\| Arbitro: \| T. Kutvonen \| |
| Arbitro:                                       | T. Kutvonen         |                                   |                |                                                        |

| Liperi 11 giugno 2016, ore 13:00 3ª giornata | Joensuu Wolves | 0 – 54 | Mikkeli Bouncers | Liperin koulukeskus |

| Tampere 19 giugno 2016, ore 16:00 4ª giornata | Tampere Saints | 6 – 12 | Joensuu Wolves | Pyynikin urheilukenttä |

| Joensuu 2 luglio 2016, ore 13:00 5ª giornata | Joensuu Wolves | 30 – 26 | Kuopio Steelers | Mehtimäki |

| Porvoo 9 luglio 2016, ore 14:00 6ª giornata | Porvoon Butchers | 20 – 0 | Joensuu Wolves | Porvoon Pallokenttä |

| Kuusankoski 23 luglio 2016, ore 14:00 7ª giornata | Kouvola Indians | 48 – 0 | Joensuu Wolves |  |

| Hyvinkää 30 luglio 2016, ore 13:00 8ª giornata | Hyvinkää Falcons | 40 – 0 | Joensuu Wolves | Kankurin kenttä |

| Joensuu 6 agosto 2016, ore 13:00 9ª giornata | Joensuu Wolves | 22 – 36 | West Coast Phoenix | Mehtimäki |

### Statistiche di squadra
| Competizione      | %Vittorie | In casa | In casa | In casa | In casa | In casa | In casa | In trasferta | In trasferta | In trasferta | In trasferta | In trasferta | In trasferta | Totale | Totale | Totale | Totale | Totale | Totale |
| Competizione      | %Vittorie | G       | V       | N       | P       | Pf      | Ps      | G            | V            | N            | P            | Pf           | Ps           | G      | V      | N      | P      | Pf     | Ps     |
| ----------------- | --------- | ------- | ------- | ------- | ------- | ------- | ------- | ------------ | ------------ | ------------ | ------------ | ------------ | ------------ | ------ | ------ | ------ | ------ | ------ | ------ |
| Stagione regolare | .250      | 3       | 1       | 0       | 2       | 52      | 116     | 5            | 1            | 0            | 4            | 18           | 148          | 8      | 2      | 0      | 6      | 70     | 264    |
| Totale            | .250      | 3       | 1       | 0       | 2       | 52      | 116     | 5            | 1            | 0            | 4            | 18           | 148          | 8      | 2      | 0      | 6      | 70     | 264    |